# مقوم نظم القلب مزيل الرجفان القابل للزرع

Illustration of Implantable Cardioverter Defibrillator (ICD)

جهاز مقوم نظم القلب مزيل الرجفان القابل للزرع أو بالمختصر ICD أو AICD (بالإنجليزية: automated implantable cardioverter defibrillator)‏ هو جهاز يتم زراعته داخل الجسم وقادر على أداء كل من تقويم نظم القلب بالصدمة، وتقويم الرجفان البطيني للقلب. الجهاز بالتالي قادر على تصحيح معظم حالات عدم انتظام ضربات القلب التي تهدد الحياة بسبب قلبي.
يعتبر هذا الجهاز الخط الأول في العلاج والوقاية للمرضى المعرضين لخطر الموت المفاجئ بسبب الرجفان البطيني وتسرع القلب البطيني. الأجهزة الحالية يمكن برمجتها للكشف عن عدم انتظام ضربات القلب وتقديم العلاج عن طريق برمجة سرعة القلب منخفضة الطاقة والطاقة العالية بالصدمات.
إن مصطلح "AICD" كدلالة على الجهاز هو أيضاً علامة تجارية لشركة بوسطن العلمية "Boston Scientific corporation"، وبالتالي فإن الاختصار "ICD" أفضل كمصطلح للاستعمال والتداول .
بطاريات الجهاز الحالي تدوم حوالي 6-10 سنوات، وبعد ذلك يحتاج الجهاز للاستبدال بأجهزة بتكنولوجيا أقوى (بطاريات مع قدرة أكبر أو ربما في المستقبل مع البطاريات القابلة لإعادة الشحن) قد يكون من الممكن زيادة عمر البطارية حتى 10 سنوات، والرصاص المستخدم في الجهاز (السلك الكهربائي الموصل للجهاز إلى القلب) لديه متوسط عمر أكبر ولكن يحصل له حالات خلل مختلفة خاصةً في خلل العزل على وجه التحديد أو كسر في موصل مما يتطلب استبداله .

## الاستطبابات السريرية
يستخدم هذا الجهاز لمنع حالات الموت المفاجئ, كذلك يتم استخدامه في حالات متعددة تحت فئتين واسعتين للتصنيف هما الوقاية الأولية والثانوية .
تشير الوقاية الأولية للمرضى الذين لم يعانوا من حالة عدم انتظام ضربات القلب مهددة للحياة، بينما الوقاية الثانوية تشير إلى الناجين من السكتة القلبية التالية للرجفان البطيني أو عندما تكون الدورة الدموية غير مستقرة وتؤدي إلى التسرع البطيني وذلك بعد استبعاد الأسباب العكوسة .
وبالمثل فإن استخدام جهاز ICD في الوقاية الأولية هو لمنع موت القلب في المرضى الذين هم في خطر من تسرع القلب البطيني المستمر أو الرجفان البطيني. حسابات هذه الفئة من السكان الجزء الأكبر من كل زرع ICD. هناك العديد من المؤشرات التوجيهية لاستخدام ICD في المنع الأولية مع درجة من الأدلة المؤيدة متفاوتة. دوري، فإن كلا من الكلية الأمريكية لأمراض القلب (ACC) / جمعية القلب الأمريكية (AHA) والجمعية الأوروبية لأمراض القلب تحديثا لهذا المبدأ التوجيهي. بعض المؤشرات من الدرجة الأولى هي على النحو التالي :
- مع الجزء المقذوف للبطين الأيسر (LVEF) أقل أو يساوي 35% بسبب احتشاء سابق للعضلة القلبية (MI) ممن تكون الفترة لا تقل عن 40 يوماً بعد الاحتشاء وتصنيفهم حسب التصنيف الوظيفي لجمعية القلب في نيو يورك (NYHA) ضمن الدرجة الوظيفية II أو III
- مع خلل في البطين الأيسر (LV) بسبب احتشاء سابق للعضلة القلبية من هم لا يقل عن 40 يوما بعد الاحتشاء الجزء المقذوف للبطين الأيسر أقل أو يساوي 30% وتكون في التصنيف الوظيفي لجمعية القلب في نيو يورك من الدرجة الأولى .
- مع خلل إقفاري (نقص تروية) الذين لديهم الجزء المقذوف للبطين الأيسر وتصنيفهم حسب التصنيف الوظيفي لجمعية القلب في نيو يورك في الدرجة الوظيفية II أو III
- مع تسرع بطيني غير مستمر بسبب احتشاء سابق للعضلة القلبية،الجزء المقذوف للبطين الأيسر أقل من 40% مع تسرع بطيني محرض أو رجفان بطيني في الدراسة الكهربية للقلب .
- مع أمراض هيكلية في القلب مترافقة بتسرع بطيني معاود ومستمر، سواء الدورة الدموية مستقرة أو غير مستقرة .
- إغماء لسبب غير معروف مع تسرع بطيني مستمر أو رجفان بطيني ضمن دراسة قلبية كهربائية .

## روابط خارجية
- العلاج بجهاز إزالة الرجفان ومنظم نظم القلب ICD موسوعة صحتي الطبية .
- زرع جهاز تنظيم ضربات القلب موقع ويب طب .